# 19-я хромосома человека
19-я хромосо́ма челове́ка — одна из 22 человеческих аутосом. Хромосома содержит более 59 млн пар оснований, что составляет от 2 до 2,5 % всего материала ДНК человеческой клетки. Данные по количеству генов на хромосоме в целом разнятся из-за различных подходов к подсчёту. Вероятно, она содержит от 1300 до 1700 генов.

## Гены
Ниже перечислены некоторые гены, расположенные на 19-й хромосоме:

### Плечо p
- ANGPTL4 — белок семейства ангиопоэтин-подобных белков;
- BST2 — антивирусный белок тетерин.
- CD37 — лейкоцитарный антиген CD37, или тетраспанин 26;
- CRTC1
- GCDH — глутарил-КоA-дегидрогеназа;
- GDF15 — цитокин из суперсемейства трансформирующего ростового фактора-бета;
- ICAM-1 — молекула клеточной адгезии;
- eEF2 — фактор элонгации трансляции;
- ICAM-3 — молекула клеточной адгезии;
- LDLR — рецептор липопротеинов низкой плотности;
- NLRP7 — Nod-подобный рецептор семейства NALP;
- NOTCH3 — гомолог 3 гена Notch Drosophila;
- NRTN — нейртурин;
- STK11 — серин/треонин-киназа 11;
- PEX11G — фактор пероксисомного биогенеза 11γ;
- PLVAP — мембранный белок, компонент кавеолы;
- TICAM-1 — внутриклеточный адаптерный белок;
- TNFSF14 — провоспалительный цитокин из надсемейства факторов некроза опухоли (TNF).

### Плечо q
- APOC1 — аполипопротеин C1;
- APOC2 — аполипопротеин C2;
- APOC4 — аполипопротеин C4;
- APOE — аполипопротеин E;
- BCKDHA — α-субъединица дегидрогеназы кетокислот с разветвлённой цепью E1;
- CIC – капикуа;
- CD22 — мембранный рецептор В-лимфоцитов CD22;
- CD33 — трансмембранный рецептор;
- DMPK — ассоциированная с миотической дистрофией протеин-киназа;
- FCGRT — рецептор Fc-фрагмента IgG;
- HAMP — антимикробный пептид гепцидин;
- LHB — лютеинизирующий гормон;
- MCPH2 — белок первичной аутосомно-рецессивной микроцефалии 2;
- NLRP2 — Nod-подобный рецептор семейства NALP;
- NLRP4 — Nod-подобный рецептор семейства NALP;
- NLRP5 — Nod-подобный рецептор семейства NALP;
- NLRP8 — Nod-подобный рецептор семейства NALP;
- NLRP9 — Nod-подобный рецептор семейства NALP;
- NLRP11 — Nod-подобный рецептор семейства NALP;
- NLRP12 — Nod-подобный рецептор семейства NALP;
- NLRP13 — Nod-подобный рецептор семейства NALP;
- PRX — периаксин;
- SLC5A5 — член 5 семейства переносчиков растворённых веществ 5, или симпортер йодида натрия;
- TGFB1 — трансформирующий ростовой фактор, бета-1.